# معهد دراسات الدفاع ونزع الأسلحة
معهد دراسات الدفاع ونزع الأسلحة هو مؤسسة بحثية دفاعية مقرها الولايات المتحدة. يصف موقع المعهد الإلكتروني المعهد بأنه «مركز غير ربحي حيث ندرس السياسات العسكرية وحيازات الأسلحة وإنتاج الأسلحة والتجارة فيها وجهود إقامة السلام والسيطرة على الأسلحة في العالم، وندير برامج تثقيفية حول السياسات الحالية والسياسات البديلة.»  وأسس المعهد المدير الدكتور راندأول فورسبرج عام 1980 ويقع مقر المعهد في كامبريدج، ماساتشوستس. وكان أحد الأعضاء المؤسسين في مجلس الإدارة الفيزيائي السابق لـ برنامج منهاتن فيليب موريسون.

## وصلات خارجية
1. ↑  Institute for Defense and Disarmament Studies Accessed July 21, 2006 نسخة محفوظة 12 ديسمبر 2017 على موقع واي باك مشين.